# Artana
Artana és un municipi del País Valencià situat a la comarca de la Plana Baixa.
Limita amb Onda, Betxí, Nules, la Vall d'Uixó, Alfondeguilla, Eslida, l'Alcúdia de Veo i Tales.

## Geografia
La Vall d'Artana és un espai emmarcat per les muntanyes de la Serra d'Espadà.
Al nord-est estan les llomes de roques grises calcàries amb parets de pedra seca per a retenir la terra on en altre temps es conreava i que ara es troben envaïdes per pins blancs i en menor proporció d'alzines. Al sud les muntanyes que formen el nucli de la Serra, amb altures que sobrepassen els 700 metres dintre del terme, superant els 1.000 metres un poc més a l'oest, estan formades per roques arenísques triàsiques de color negre-vermellós que contrasten amb els frondosos boscos de pins pinyers i sureres que la poblen.

## Història
Els primers vestigis de població els trobem en les restes trobades que daten del Mesolític. Són útils que es diferencien de les restes d'altres llocs per ser una indústria bastant tosca i amb un gran percentatge de materials autòctons, cosa que fa pensar en una cultura molt més arcaica per l'aïllament de la vall.
El Neolític, el bronze, així com els ibers i els romans també estan representats per diverses restes trobades, però sobretot van ser els àrabs els que van deixar un senyal cultural més gran. Els poblats i restes de ferro localitzats en la Solana, l'Artiga, muntanya de la Pineda, el Racó, Aigüesvives, la Marjaleta, Canals, etc., demostren el grau de població i l'activitat econòmica d'aquella gent.
Després de 1242, data de la conquesta per Jaume I, el rei va fer donació del lloc a Guillem Romeu i es va mantenir com a petit senyoriu durant l'època medieval, conservant la població musulmana sotmesa al feudalisme dins de la baronia d'Artana.
En el segle xv va passar a formar part del patrimoni de la família Tou, senyors de Borriol i de Sollana, i en el segle xvi fon incorporada al ducat de Vilafermosa. En 1609 va tindre lloc l'expulsió dels moriscs i la població fon repoblada per cristians pocs anys després, el 1611. En el segle xviii el senyor d'Artana era el duc José Gurrea d'Aragó.

## Demografia
En 1646 tenia uns 300 habitants; el 1910 la seua població va arribar a ser de 2.926 habitants.
| 1990  | 1992  | 1994  | 1996  | 1998  | 2000  | 2002  | 2004  | 2005  | 2006  | 2007  | 2012  |
| ----- | ----- | ----- | ----- | ----- | ----- | ----- | ----- | ----- | ----- | ----- | ----- |
| 2.017 | 1.899 | 1.943 | 1.909 | 1.869 | 1.840 | 1.770 | 1.851 | 1.803 | 1.857 | 1.937 | 1.974 |

## Economia
L'economia d'Artana és bàsicament agrària, on destaca tradicionalment la producció d'oli i, actualment, el cultiu de la taronja.

## Alcaldia
Des de 1999 l'alcalde d'Artana és Enrique Vilar Villalba del Partit Popular (PP).
| Període                       | Alcalde o alcaldessa          | Partit polític | Data de possessió | Observacions |
| ----------------------------- | ----------------------------- | -------------- | ----------------- | ------------ |
| 1979–1983                     | Benjamín Villalba Caraquitena | UCD            | 19/04/1979        | --           |
| 1983–1987                     | Pascual Vilar Sales           | AP-PDP-UL-UV   | 28/05/1983        | --           |
| 1987–1991                     | Víctor Esteve Pla             | PSPV-PSOE      | 30/06/1987        | --           |
| 1991–1995                     | Víctor Esteve Pla             | PSPV-PSOE      | 15/06/1991        | --           |
| 1995–1999                     | Maria Teresa Lara Chesa       | PP             | 17/06/1995        | --           |
| 1999–2003                     | Enrique Vilar Villalba        | PP             | 03/07/1999        | --           |
| 2003–2007                     | Enrique Vilar Villalba        | PP             | 14/06/2003        | --           |
| 2007–2011                     | Enrique Vilar Villalba        | PP             | 16/06/2007        | --           |
| 2011–2015                     | Enrique Vilar Villalba        | PP             | 11/06/2011        | --           |
| 2015–2019                     | Enrique Vilar Villalba        | PP             | 13/06/2015        | --           |
| 2019-2023                     | Enrique Vilar Villalba        | PP             | 15/06/2019        | --           |
| Des de 2023                   | n/d                           | n/d            | 17/06/2023        | --           |
| Fonts: Generalitat Valenciana |                               |                |                   |              |

## Monuments

### Monuments religiosos
- Església de Sant Joan Baptista. Conserva alguns llenços interessants dels segles xvii al xix. Destaca, entre altres coses, una làpida àrab.
- Santuari-Ermitori de Santa Cristina. Té hostatgeria i al seu costat brolla un generós ullal.
- Calvari

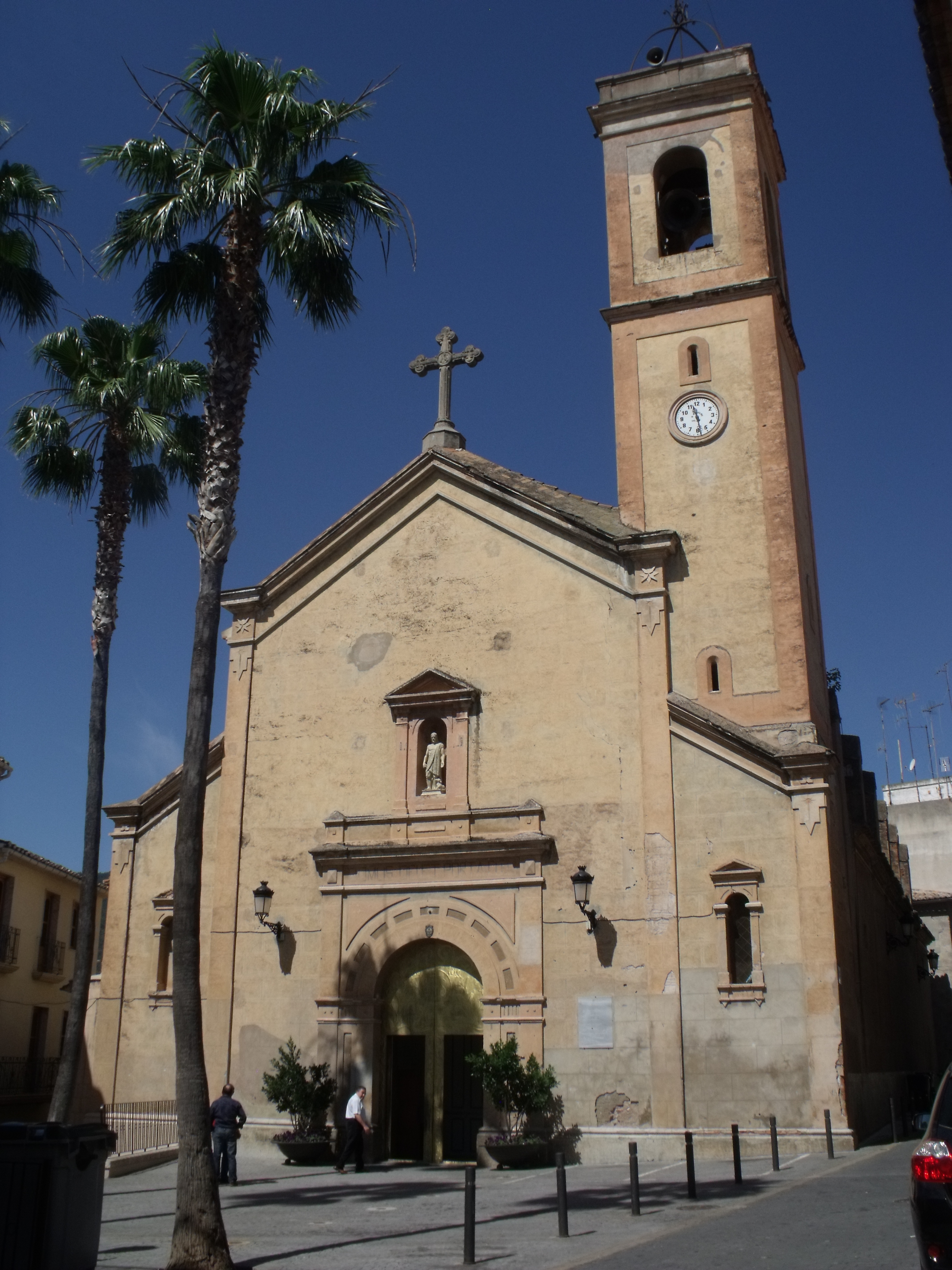
Façana Església de Sant Joan Baptista
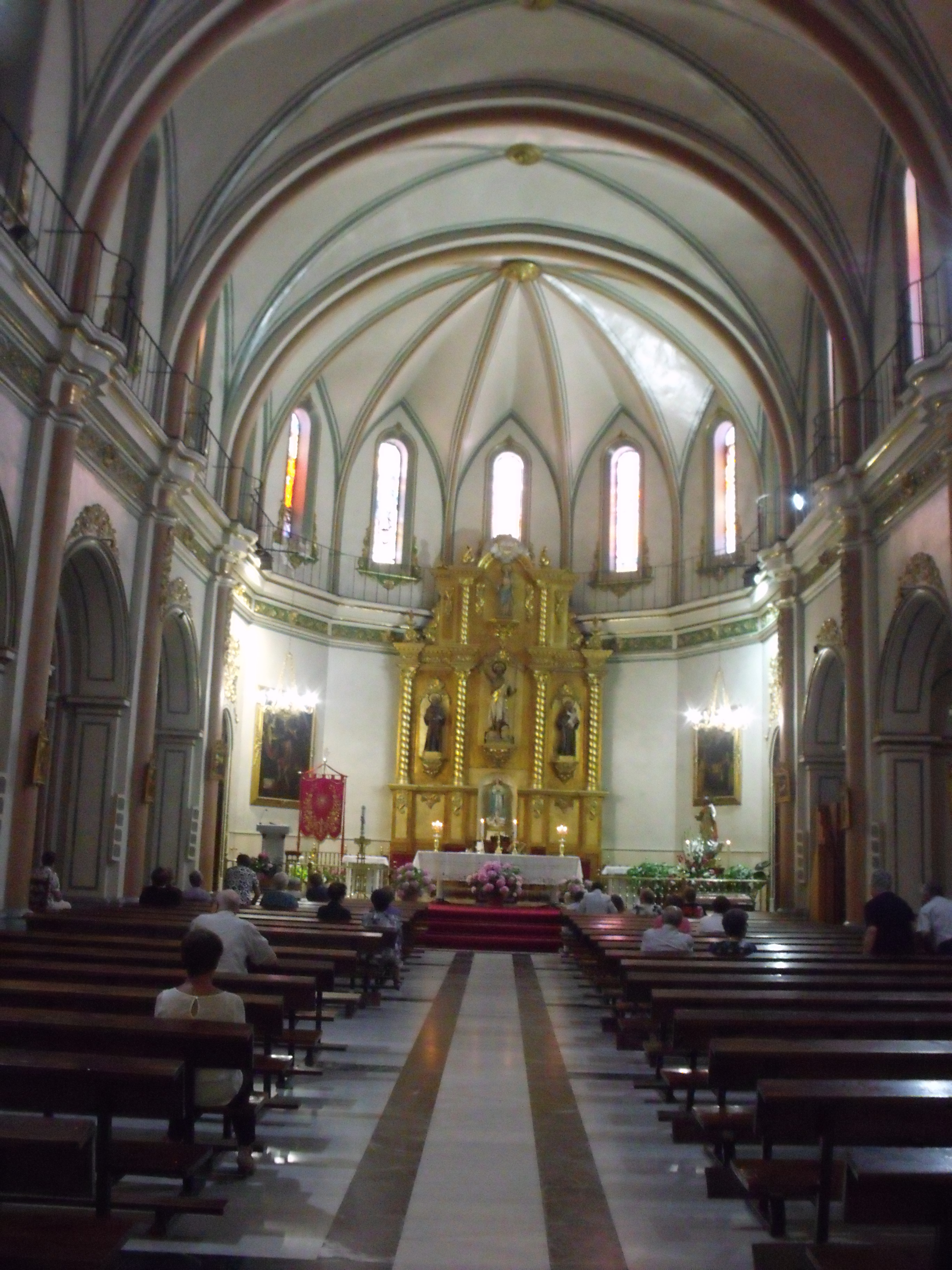
Interior de l'església de Sant Joan Baptista
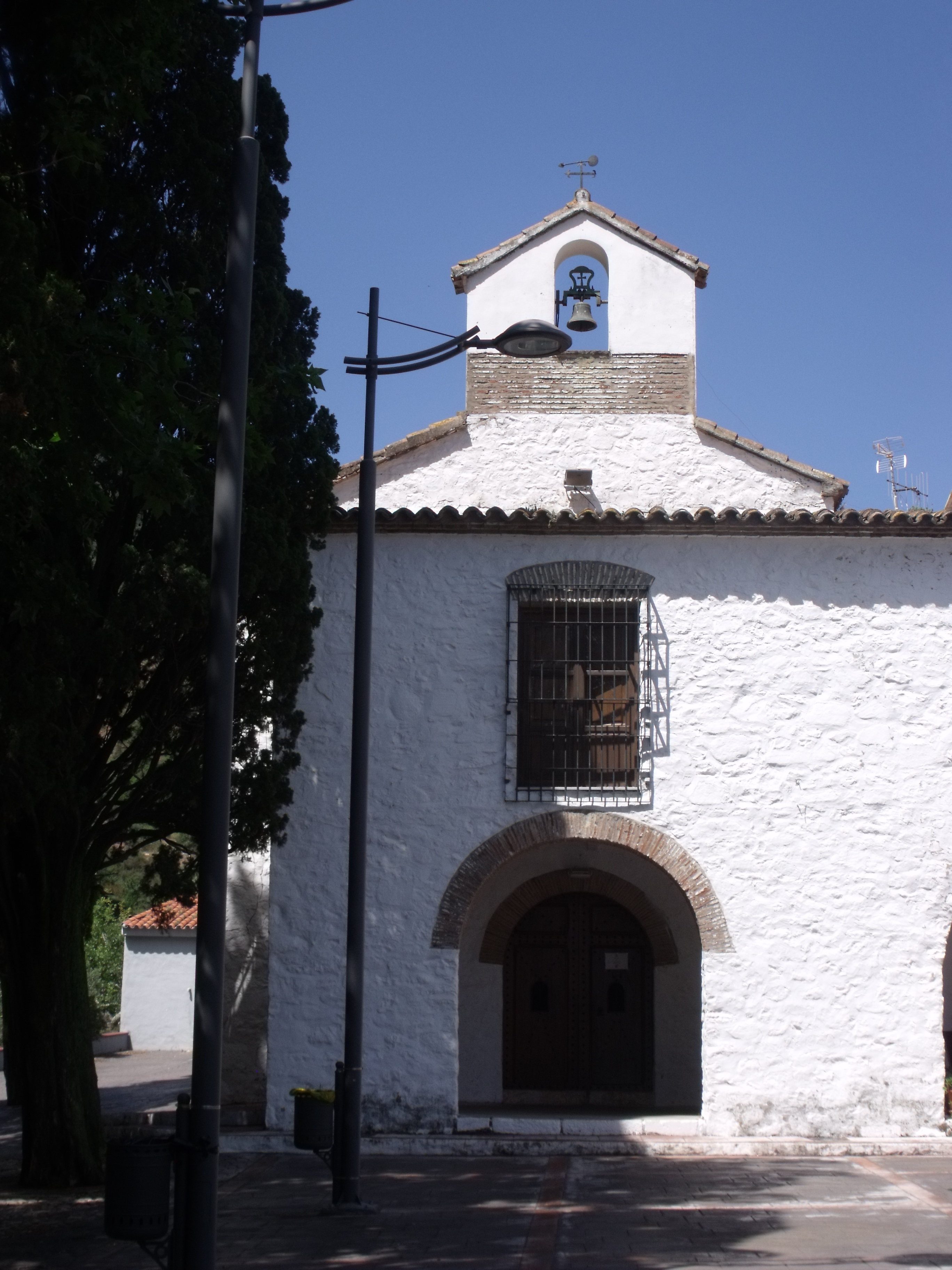
Ermita de Santa Cristina
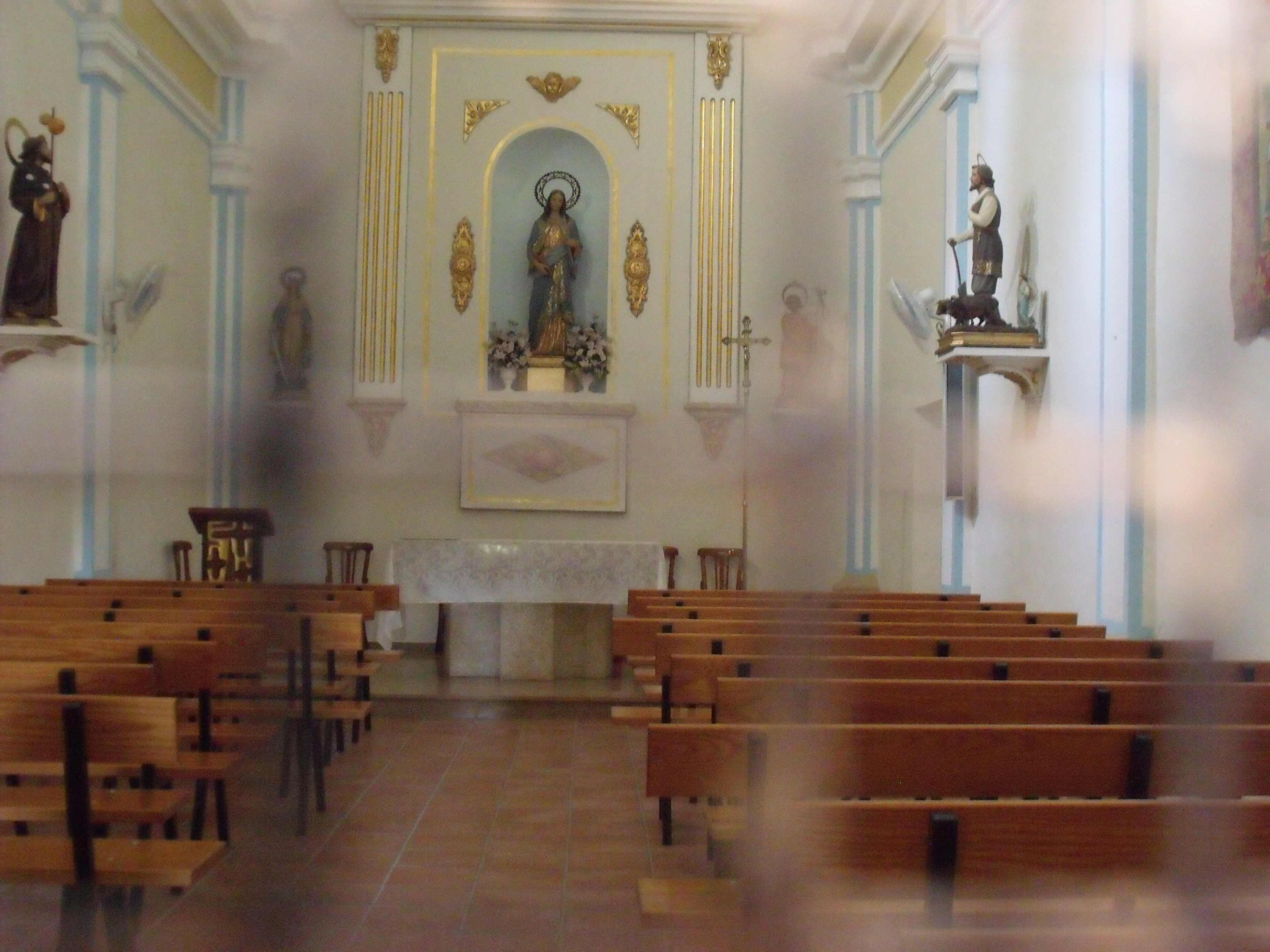
Interior de l'ermita de Santa Cristina
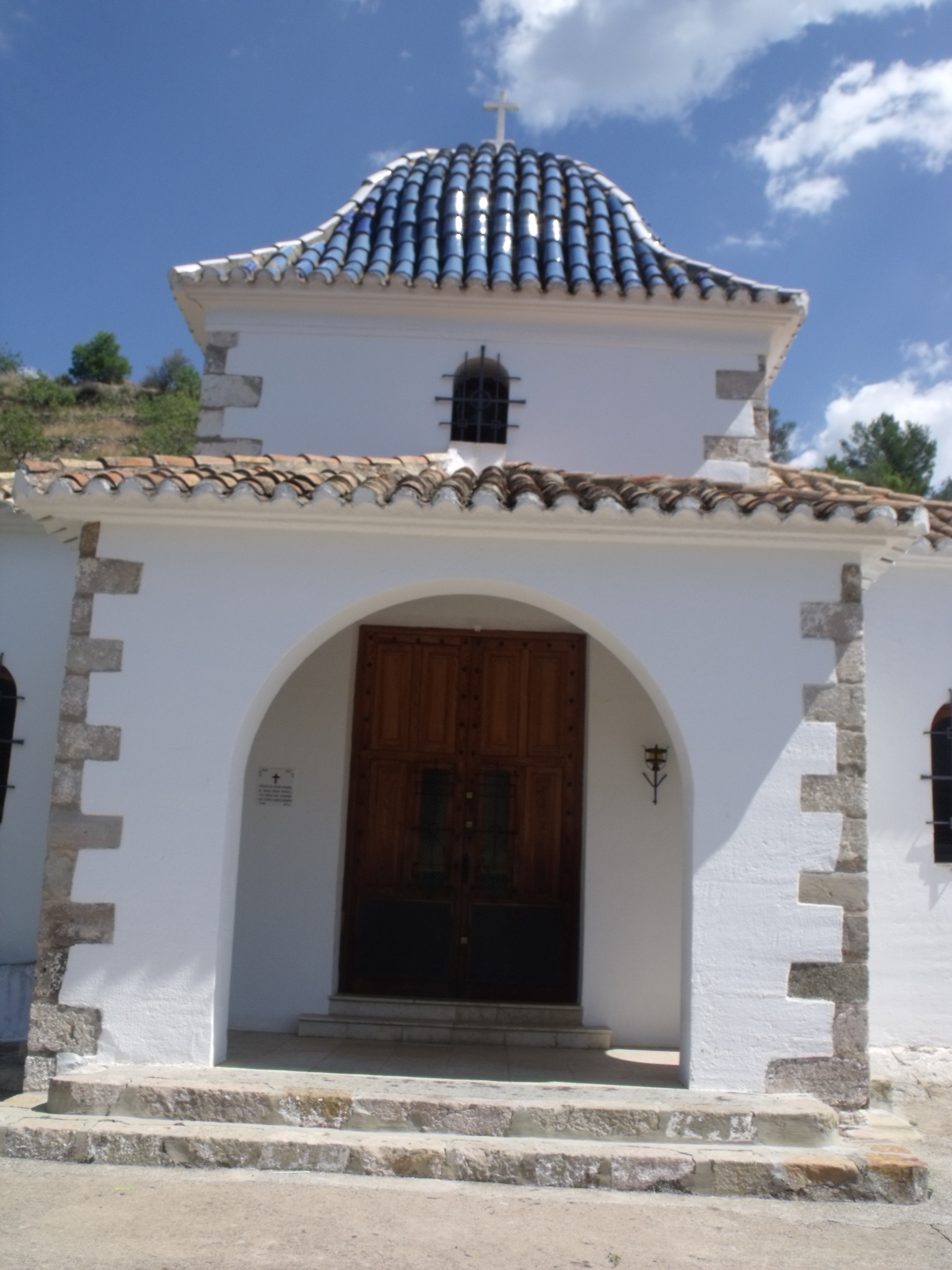
Ermita del Calvari
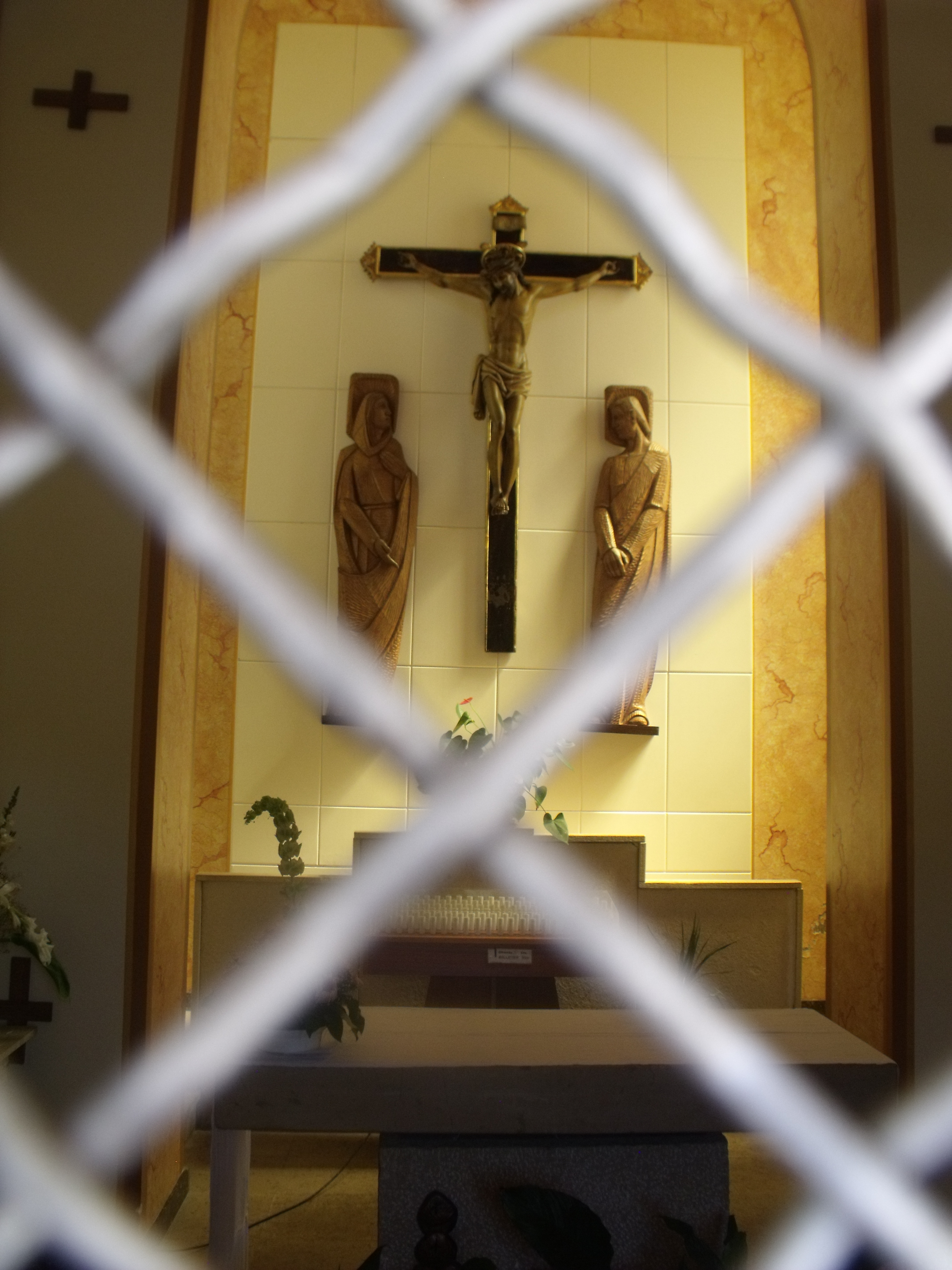
Interior de l'ermita del Calvari
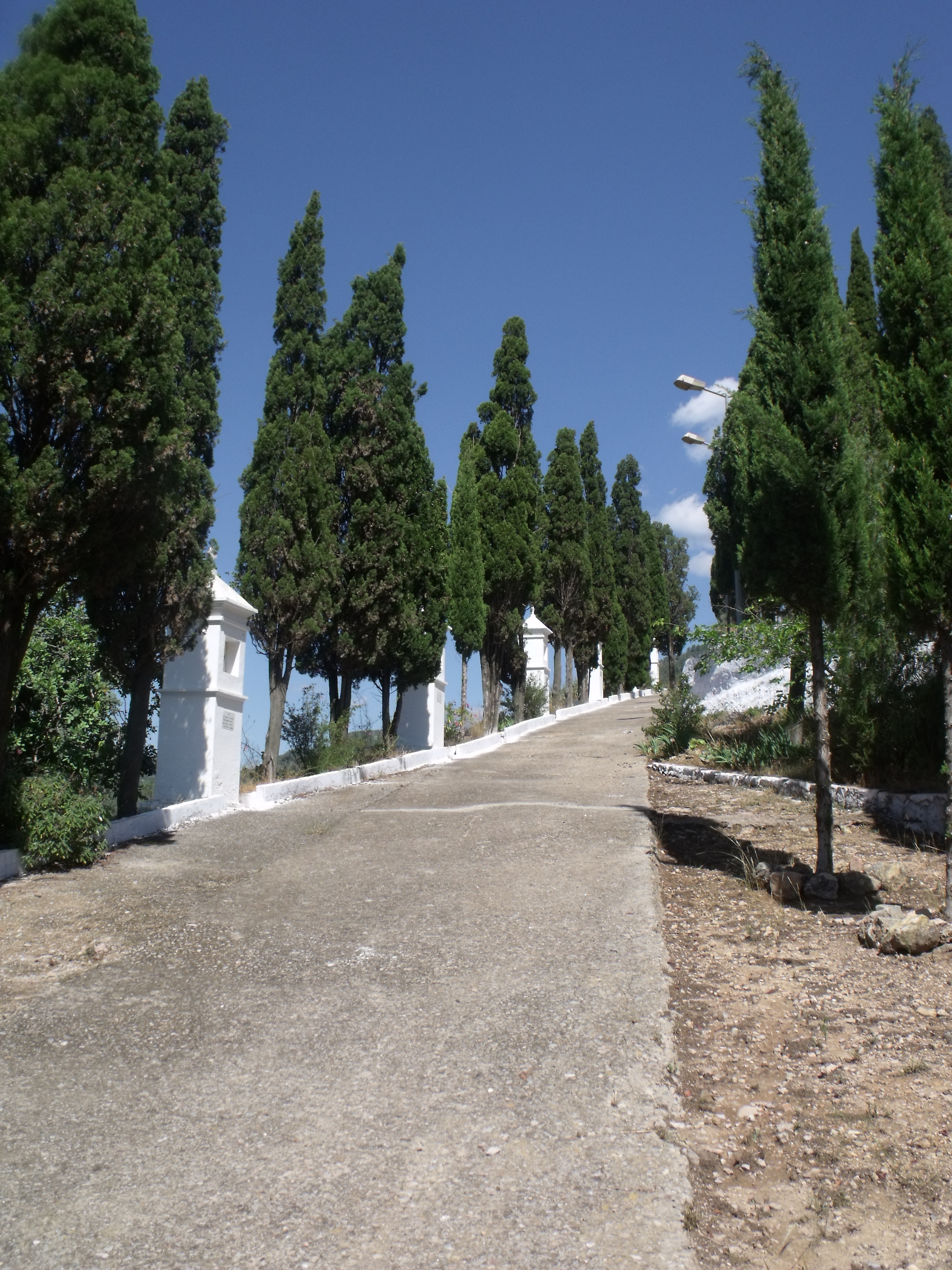
Calvari

### Monuments civils
- Nucli urbà. En algunes vivendes es poden contemplar façanes d'estil modernista i popular, així com retaules d'escenes sagrades dibuixades sobre rajoles col·locades en alguns punts del poble. És recomanable visitar l'església i el centre històric, de carrers estrets i capritxosos, i el conjunt religiós del Calvari que corona el municipi. Des d'allà es pot fruir d'una bella vista panoràmica del terme.

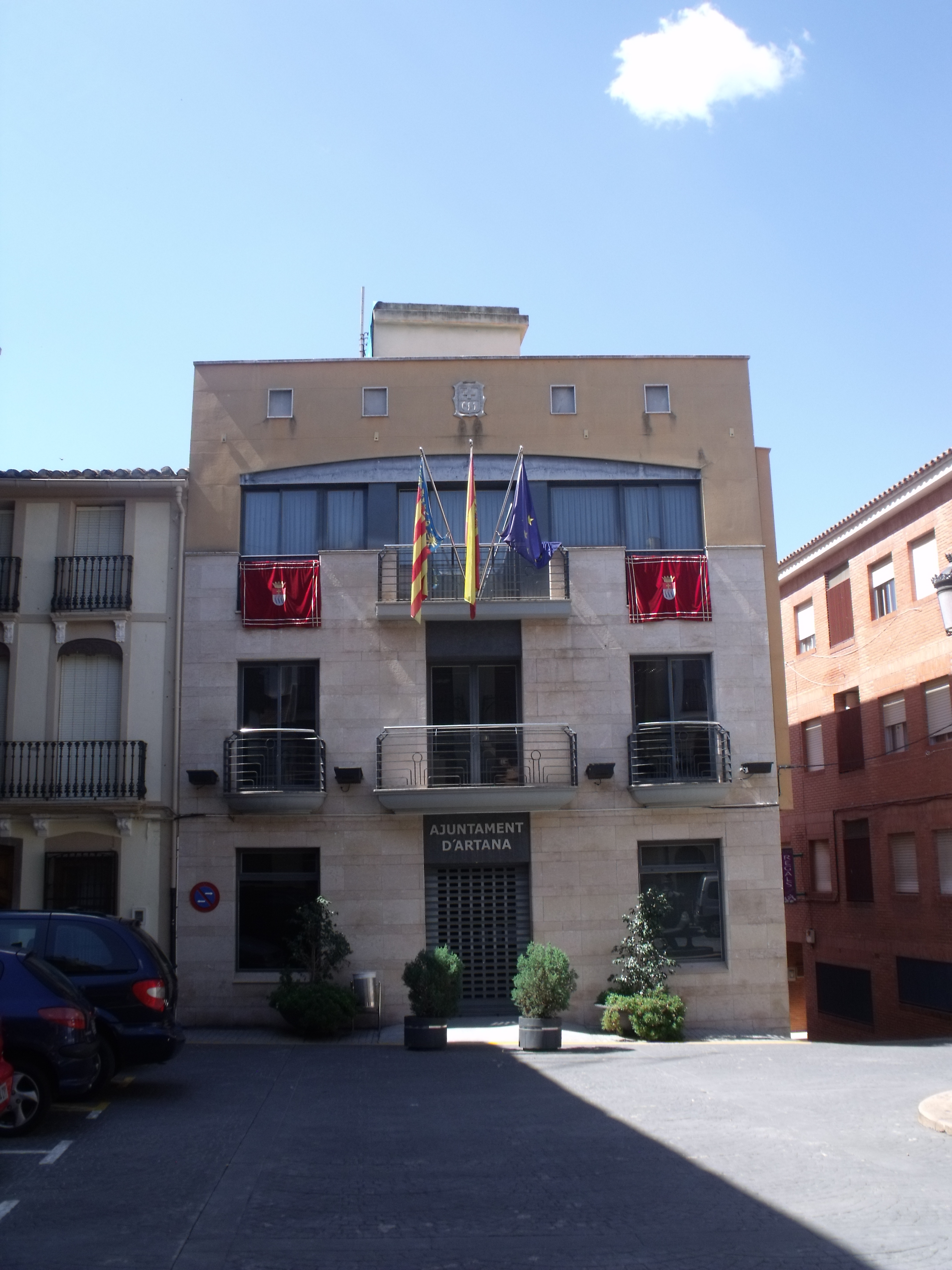
Façana Ajuntament
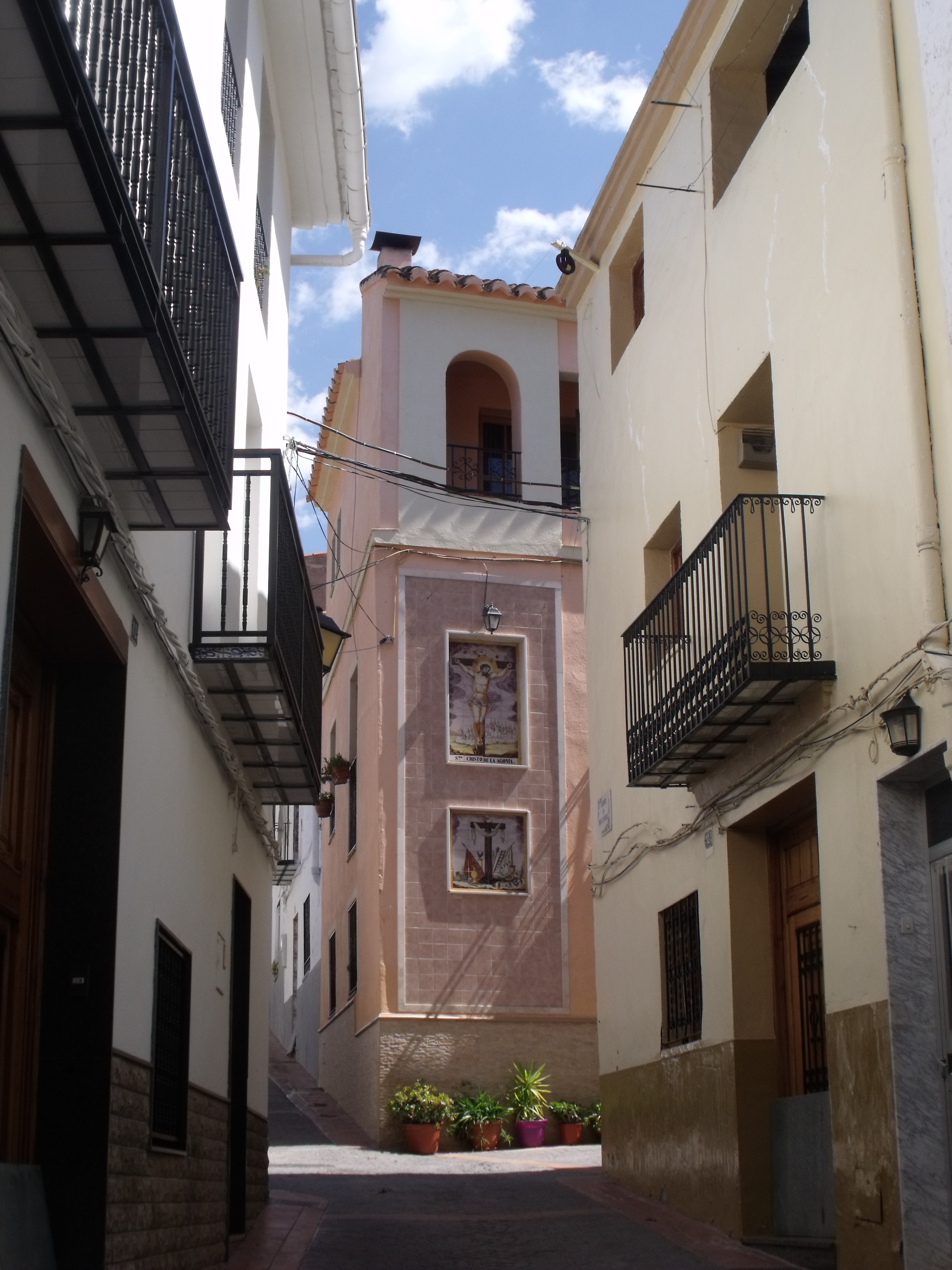
Casa amb retaules ceràmics
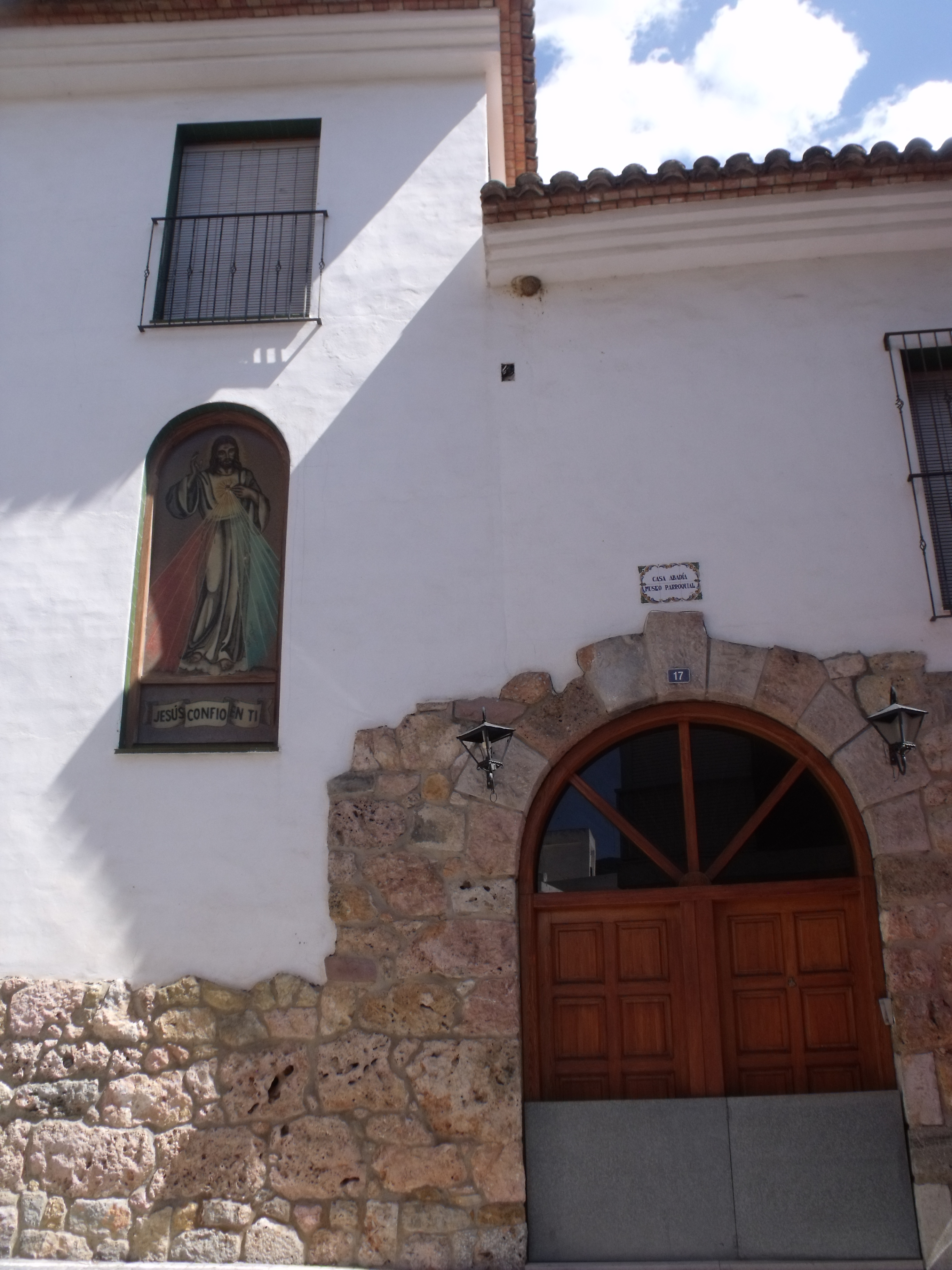
Casa Abadia
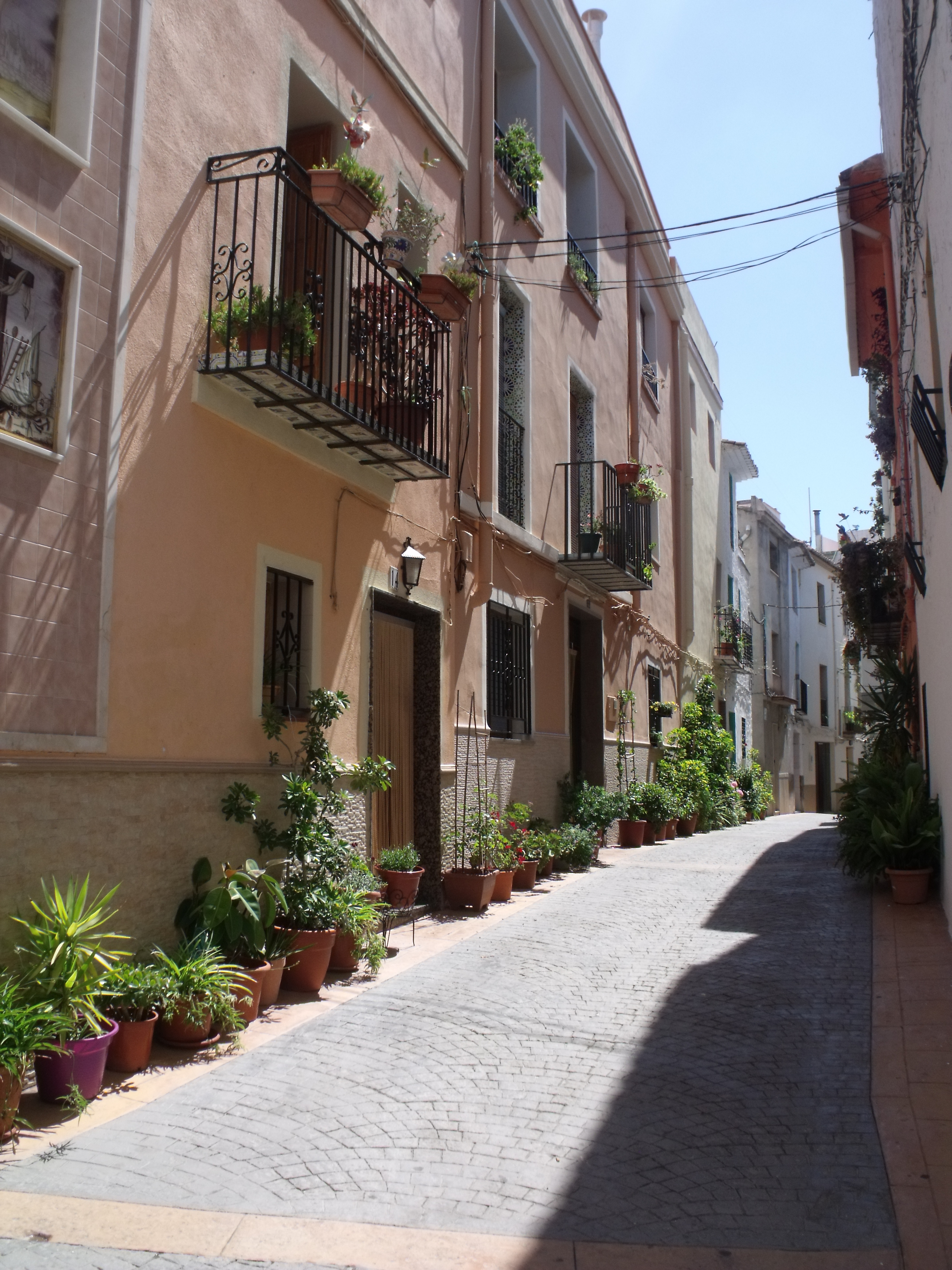
Carrer del poble
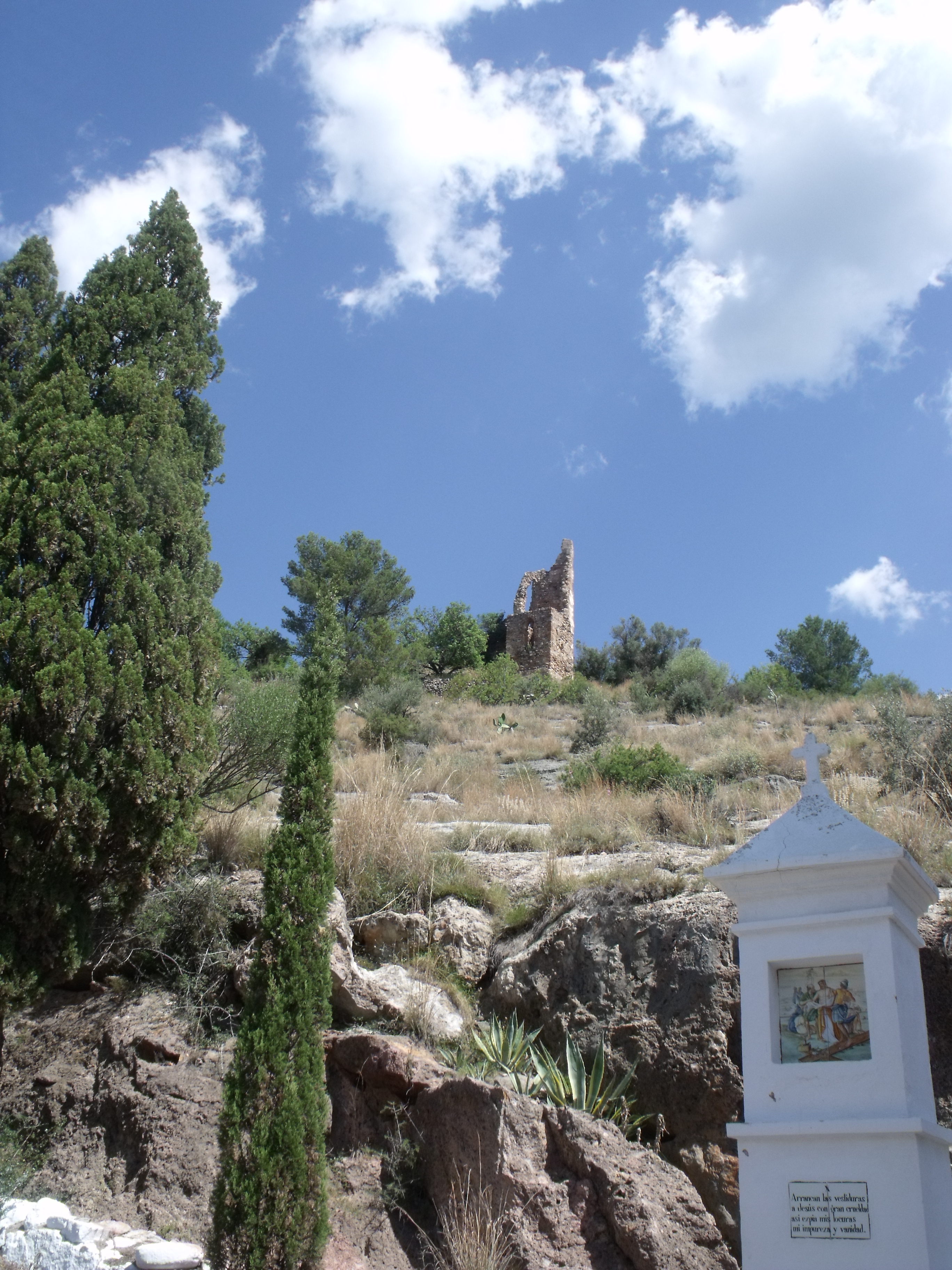
Restes del Castell des del calvari
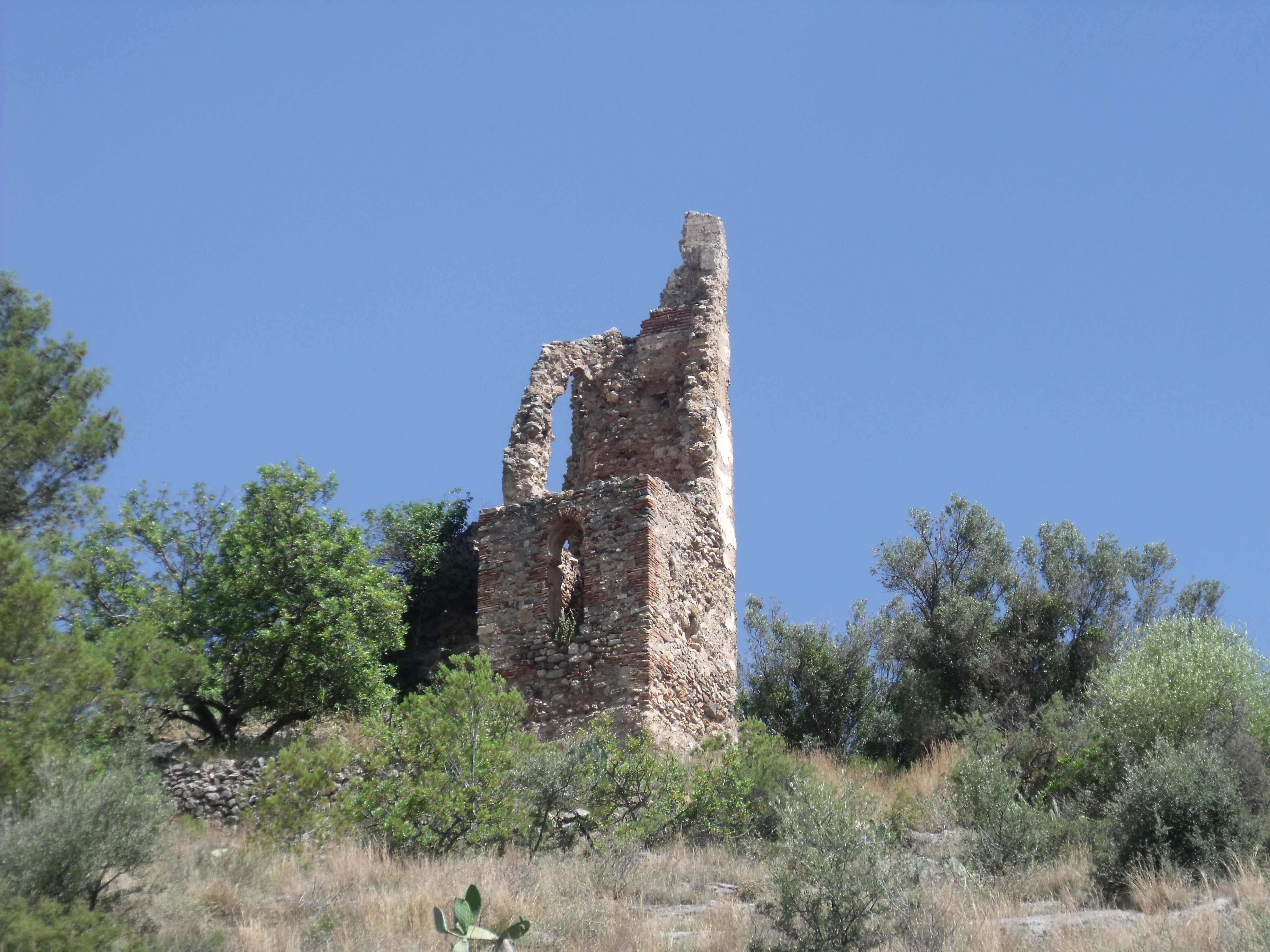
Detall de les restes del Castell.

- Castell. Restes d'un castell medieval, a alguns dels elements dels quals s'atribuïx antiguitat romana. Són visibles vestigis d'èpoques àrab i cristiana. Durant les guerres carlistes el castell va ser dinamitat.

## Llocs d'interés
- Penyes Altes. Paratge de gran valor ambiental, amb impressionants penya-segats de basalt.
- Cova del Tronc. Des de la boca de la cavitat es pot fruir d'una bella panoràmica de la Plana.
- Corral de Xautena. Antic corral-cova ramader dels segles xviii-XIX, d'alt valor mediambiental i de gran interés estètic i paisatgístic.
- Mina de la Font de Ferro. És el complex miner més gran de la província de Castelló. Té una longitud de 5.684 m entre cavitats naturals, galeries artificials i altres també naturals però repicades per a fer-les més transitables i aptes per al treball. En total consta de 17 plantes. Hi ha consens que la mina és d'orige romà.
- La Solana. Paratge on es troba la font del mateix nom, famosa per les seues aigües, situada a poc més de 1.000 metres, és embotellada en una planta pròxima.

## Festes i celebracions
- Crist del Calvari. Se celebra el primer diumenge després de Pasqua.
- Sant Joan Baptista. Se celebren l'última setmana d'agost amb manifestacions culturals i esportives, balls, bous en el carrer.
- Festes del Salvador. Se celebra la primera setmana d'octubre al llogaret de la Foia.
- Festes de Santa Cristina: 23,24 i 25 de juliol. romiatge fins al santuarí del mateix nom, i fira.

## Persones il·lustres
- Joan Pla Villar, escriptor i novel·lista.
- Bruno Soriano Llido, futbolista.
- Vicent Tomàs i Martí, polític nacionalista i literat valencià.